# Каначео (Венеција)
Каначео (итал. Canaceo) је насеље у Италији у округу Венеција, региону Венето.
Према процени из 2011. у насељу је живело 348 становника. Насеље се налази на надморској висини од 8 м.